# Kloster Diesdorf

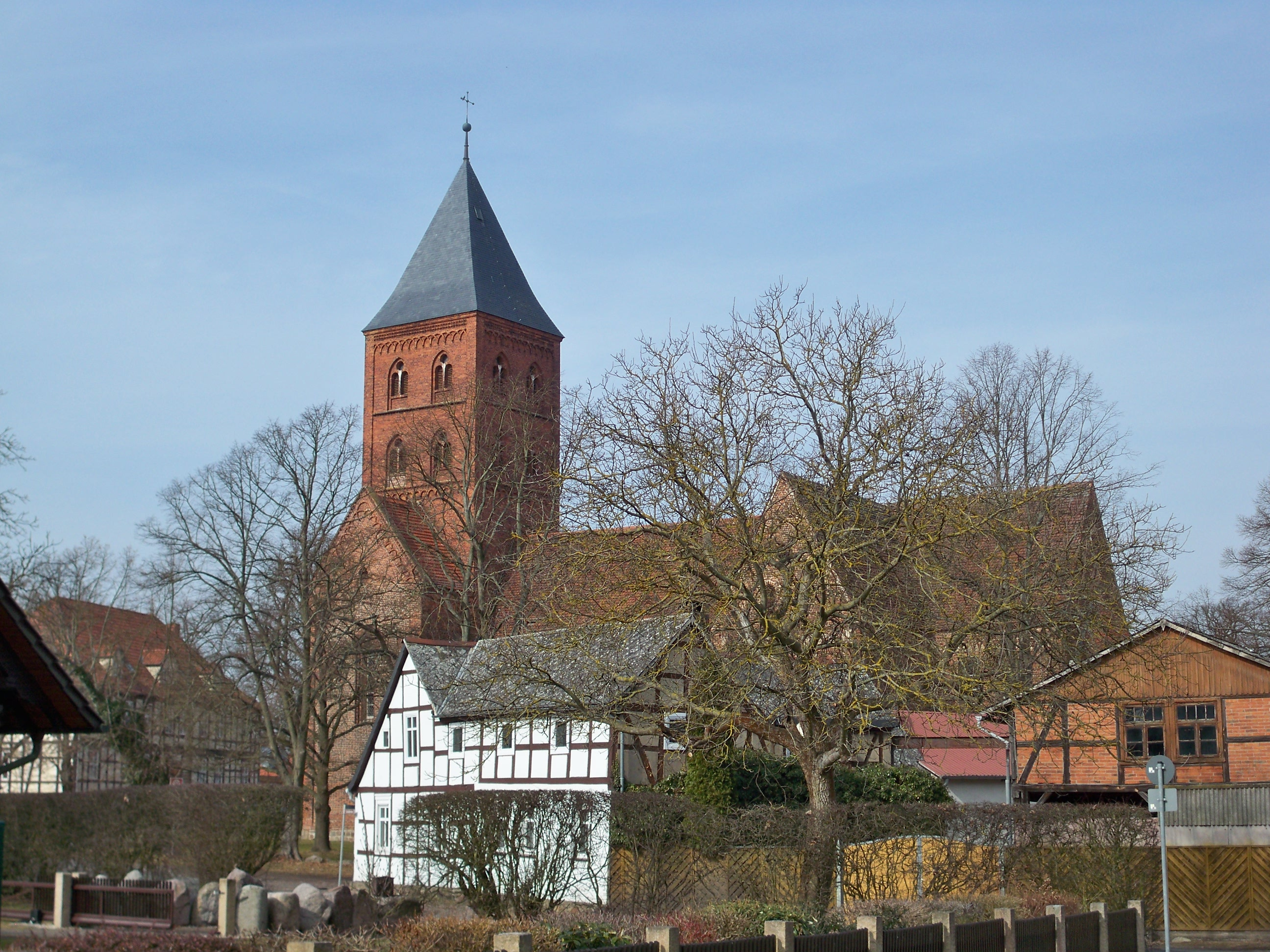
Blick auf die ehemalige Stiftskirche von Südosten, links das „Alte Amtshaus“

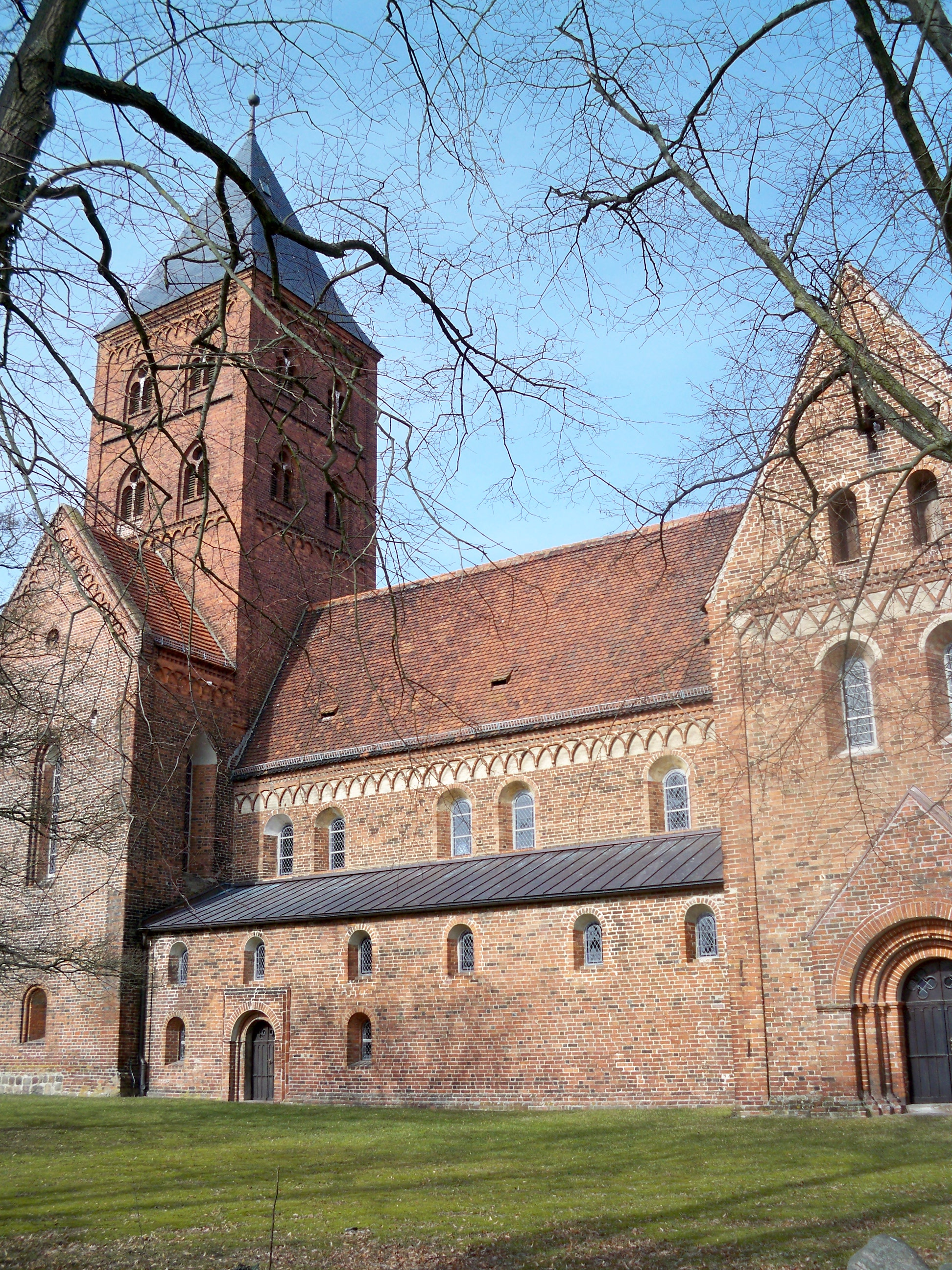
Blick von Südosten, Detail

Das Kloster Diesdorf, ursprünglich Kloster Marienwerder, war ein Stift der Augustiner-Chorfrauen im Ort Diesdorf im Nordwesten Sachsen-Anhalts. Die Stiftskirche St. Maria und Crucis (Maria und dem Kreuz geweiht) ist heute die Pfarrkirche der evangelisch-lutherischen Kirchengemeinde Diesdorf im Kirchenkreis Salzwedel der Evangelischen Kirche in Mitteldeutschland. Sie gilt als besterhaltene Kirche der Backsteinromanik in der Altmark und liegt an der Straße der Romanik.

## Geschichte
Das Stift wurde 1161 durch den Grafen Hermann von Lüchow auf einer Talsandinsel (Marienwerder) neben dem erstmals 1112 erwähnten Ort Diesdorf gegründet. In diesem Jahr wurde auch die Kirche von Bischof Hermann von Verden geweiht. Anfangs gehörten acht slawische Dörfer zum Stift, das vom Gründer als Grablege der gräflichen Familie bestimmt wurde. Bei dem Konvent handelte es sich ursprünglich vermutlich um ein Doppelkloster, in dem neben dem Chorfrauen, oft unverheiratete Angehörige der gräflichen Familie, auch Augustiner-Chorherren lebten. Dafür gibt allerdings keine schriftlichen Belege. Schon um 1200 lebten aber nur noch Augustiner-Chorfrauen in Diesdorf.
Spätestens 1541 wurde unter Propst Christoph von der Schulenburg die Reformation eingeführt. 1551 wurde das Kloster Diesdorf durch den landesherrlichen Zugriff in ein evangelisches Damenstift umgewandelt und aus den Stiftsgütern das landesherrliche Amt Diesdorf gebildet. Der Besitz wurde um 1580 ein Domänenamt der Mark Brandenburg.
1810 wurde das Stift im damaligen Königreich Westphalen aufgelöst. Die letzte Stiftsdame Charlotte Louise von Dequede starb 1828. Die Kirche wurde Pfarrkirche der evangelischen Gemeinde. Nach der Auflösung des Stifts wurde Kirche zur Gemeindekirche umgebaut und die meisten Konventsgebäude in folgenden Jahren abgerissen. Ein Großbrand 1829 beschleunigte diesen Umgestaltungsvorgang. Heute wird die Kirche als Pfarrkirche der evangelisch-lutherischen Gemeinde Diesdorf genutzt.

### Baugeschichte
Die Stiftkirche wurde von 1182 bis 1230 von Jerichower Baumeistern im spätromanischen Stil aus Backstein errichtet, etwa zeitgleich mit der Klosterkirche Arendsee. Sie war die erste gewölbte Kirche der Altmark im voll ausgebildeten gebundenen System.
1332 wurde die Heilig-Grab-Kapelle im nördlichen Seitenschiff erstmals erwähnt.
Nach der Auflösung des Stifts baute man die Kirche zur Gemeindekirche um. 1827 wurde der Dachreiter über dem Chor abgerissen und die Glocken in den Westturm gehängt. Mitte des 19. Jahrhunderts folgte eine Sanierung des Innenraums und dessen Anpassung an die Bedürfnisse der Gemeinde: Die Orgel erbaute der Magdeburger Orgelbauer Carl Böttcher zwischen 1863 und 1872 mit einem neugotischen Orgelprospekt. Gleichzeitig wurde auch eine neuromanische Kanzel eingebaut. Schließlich wurde 1872 der Westturm über dem Mittelteil des Westriegels im neuromanischen Stil errichtet. Parallel zur alten Nordempore, die früher den Chorfrauen zum Stundengebet gedient hatte, wurde die Südempore eingezogen.
1951 wurde die Sakristei an der Nordwand des Chores wegen Baufälligkeit abgerissen. Nach dem Abriss wurde die an dieser Stelle ursprünglich vorhandene Halbrundapsis des nördlichen Seitenschiffs rekonstruiert. Von 1966 bis 1972 wurde die Kirche wegen Nässeschäden restauriert. Dabei wurde auch die 1883 errichtete Südempore wieder entfernt. 1990 wurde die Orgel restauriert und teilweise erneuert.
Von dem Kloster bestehen heute die sehr gut erhaltene Klosterkirche, einige mittelalterliche Wirtschaftsgebäude und große Teile der Klostermauer. Anhand der Ziegelstrukturen der Kirche lässt sich rekonstruieren, wo die Konventgebäude an die Kirche angeschlossen waren. So ist am nördlichen Querhaus der Durchgang vom Dormitorium zur Nonnenempore erkennbar.

### Personengeschichte

#### Konvent
Insgesamt sind 339 Chorfrauen namentlich bekannt. Sie kamen aus den adligen und bürgerlichen Familien der westlichen Altmark und des Raumes Braunschweig und Lüneburg. Im 15. Jahrhundert lebten zwischen 50 und 70 Chorfrauen im Stift. Daneben wurden Mädchen aus adligen und bürgerlichen Familie gegen Bezahlung zur Erziehung aufgenommen.
Neben dem Propst und der Priorin (angeredet als „Domina“, lat.: „Herrin“) sind mehrere Ämter und Amtsträgerinnen nachweisbar, darunter die Unterpriorin, Verwalterin des Karitätenamtes, Vorsteherin des Seelenamtes und Kerzenamtes, Sangmeisterin, Küsterin, Kämmerin sowie Zellerarin.
Nach der Umwandlung in ein evangelisches Damenstift 1551 lebten jeweils eine Domina, sieben adlige und sechs bürgerliche Damen hier. Anstelle der gemeinsamen Konventsgebäude bewohnten die Stiftsdamen eigene Wohnhäuser.

#### Priorinnen
- 1294 Adelheid[4]
- 1303–04 Ida
- 1308–14 Kunigunde von Lüchow
- 1319–30 Mechthild
- 1330–33 Gerburg
- 1335–37 Elisabeth
- 1338 Gertrud
- 1339–56 Mechthild von Haldenstadt
- 1357 Hildegunde
- 1358–76 Elisabeth von Mahrenholz
- 1378–80 Jutta
- 1380[5] -86[6] Mechthild
- 1386 Jutta[7]
- 1387 Mechthild[8]
- 1388–1390[9] Jutta
- 1392–96 Kunigunde von dem Knesebeck
- 1401–16 Adelheid von dem Knesebeck
- 1415–1434 Elisabeth Grevingh
- 1436–50 Mechthild von dem Knesebeck
- 1450–79 Berta Verdemann
- 1483–1509 Rixa von Wustrow
- 1509–1528 Caecilia von Goess
- 1529–36 Gisela von dem Berge
- 1539–1553 Anna von Wustrow
- (1568 genannt) Ursula von Ribbesbüttel[10]
- 1583–1616 Elisabeth von Retzow[11]
- 1616–1632 Elisabeth von Stechow[12]
- 1632–1645 Hedwig von Marenholt[13]
- 1645–(1663 genannt) Erementia von Capellen[14]
- [?]-1669 Margaretha Heineking[15]
- (1672 genannt)–1679 Catharina von Cremon
- 1679–1690 Dorothea Maria von Jagow
- 1690–1700 Elisabeth Gans von Putlitz[16]
- 1700–1723 Sidonie von Bibow[17]
- 1723–1763 Maria Elisabeth von dem Knesebeck[18]
- 1763–1803 Maria Sophia von Barsewisch[19]
- 1803–1806 Susanne Dorothee Louise von Sers[20]
- 1806–(1814 genannt) Henriette von Dequede[21]

#### Pröpste
- 1188 Johann[4]
- 1210–17 Christian
- 1223–62 Dietrich
- 1263–81 Friedrich
- 1290–94 Heinrich
- 1302–08 Albrecht
- 1308–15 Dietrich
- 1315 Johann
- 1319–20 Borchard von Braunschweig
- 1321–31 Swider
- 1332–33 Heinrich
- 1335–49 Albrecht von Hitzacker
- 1350–52 Ulrich
- 1353–58[22] Johann von Obernhausen
- 1358–63 Johann von Buck
- 1363–70 Georg von Amelungsdorf
- 1371 Georg von Helmstedt
- 1372 Ludger
- 1376–79 Walter von Obernhausen
- 1379–80 Gerhard Markmann
- 1380–87 Walter
- 1387–89 Johann von Elthe
- 1390 Bodo von Saldern
- 1392–93 Ludolf von Hildensen[23]
- 1394–96 Johann von Langenbeck
- 1399 Heinrich Hartwig
- 1401–20 Ludolf Verdemann
- 1420–21 Dietrich Schulte
- 1422–26 Heinrich Schulte
- 1427–38 Ludolf Verdemann
- 1438–41 Johann Verdemann
- 1442–58 Johann Pawe
- 1459 Albert Sartorius
- 1460–61 Matthias von dem Knesebeck
- 1463–96 Johann Verdemann
- 1496–98 Ludolf Verdemann
- 1498–1519 Gerhard von Wustrow
- 1519–20 Werner von der Schulenburg
- 1520–21 Kurt von Mahrenholz
- 1522–34[24] Werner von der Schulenburg
- 1535[25] –80 Christoph von der Schulenburg
- 1582[26] –83[27] Albrecht von der Schulenburg

### Wirtschaftsgeschichte
Durch Kaiser Karl IV. erhielt das Stift großzügige Schenkungen, so dass es im 13. Jahrhundert zu großem Wohlstand gelangte, was sich auch auf die Bauten auswirkte, die um diese Zeit im Stil der Gotik erweitert wurden. Am Ende des Mittelalters gehörten 46 Dörfer zum Stift, Insgesamt trugen die Abgaben aus 75 Dörfern zum Erhalt des Klosters und seiner Bewohnerinnen bei. Das Stift war der größte Arbeitgeber der Umgebung und beschäftigte allein zwanzig Handwerker.
Das Kloster war als Wirtschaftsbetrieb ein wesentlicher Faktor für die Beschäftigung von Gewerbe und Dienstleistung in Sachsen-Anhalt und den benachbarten Gebieten in Niedersachsen.

## Architektur, Ausstattung und Nutzung der Kirche

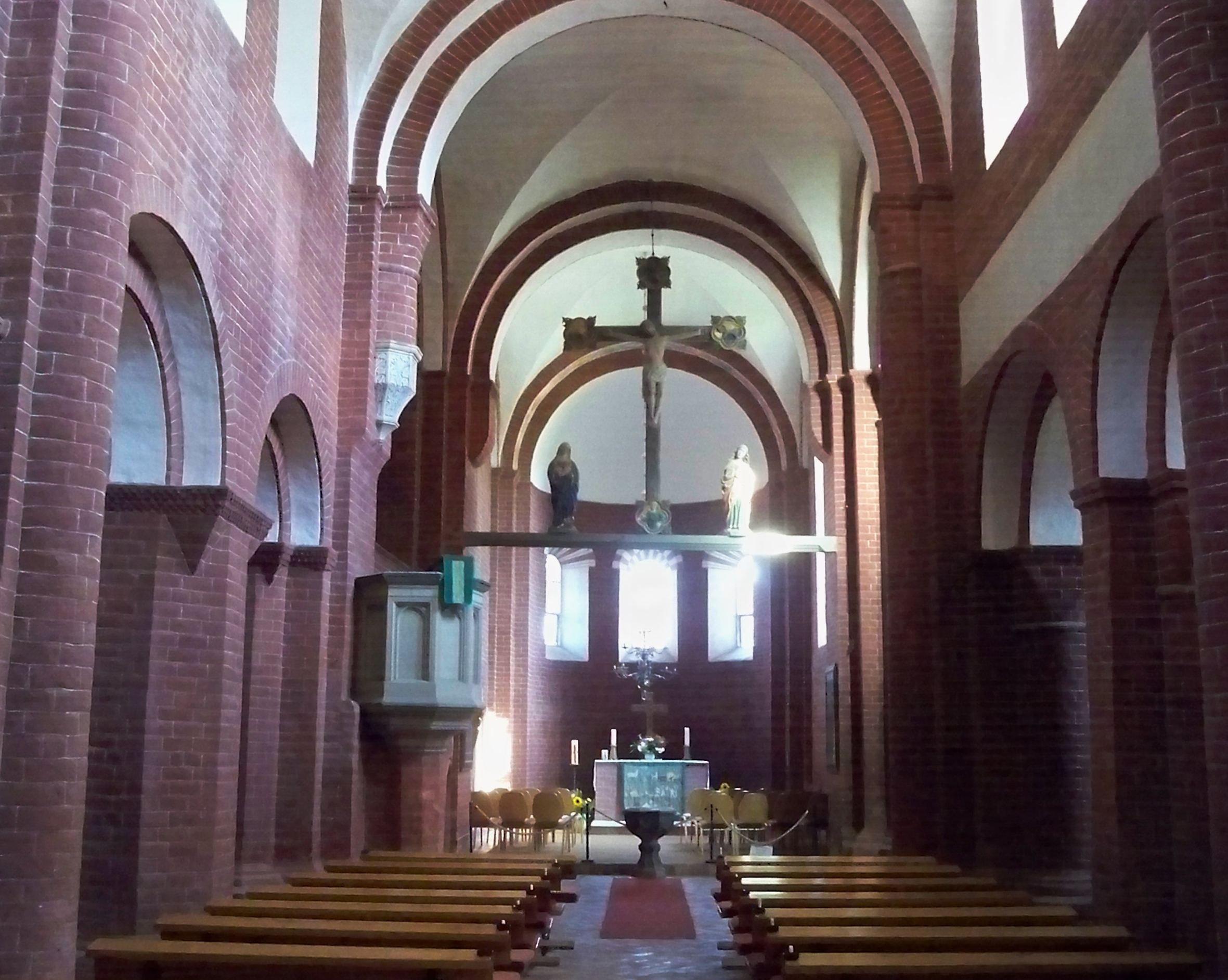
Hauptschiff mit Chor

Die Klosterkirche ist eine dreischiffige Basilika mit Querhaus, Chor, Apsiden und Westriegel. Sie verfügt über ein vollständiges romanisches Kreuzgratgewölbe und wurde im gebundenen System errichtet. Außen befinden sich Schmuckelemente wie Lisenen und verschiedene Friese wie Kreuzbogenfries, Rautenfries, Zickzackfries und Deutsches Band. Das Innere der Kirche ist farblich durch den Kontrast von rotem Backstein und weiß getünchten Wänden geprägt.
Zu den wenigen erhaltenen Kunstschätzen aus dem Mittelalter gehört ein „Heiliges Grab“, ein Sarg, in dem eine geschnitzte Christusfigur liegt. Sie befindet sich in der Heilig-Grab-Kapelle in einem Schrein. Die Figur wurde an Ostersonntagen hervorgeholt und ausgestellt. In demselben Seitenschiff befindet sich das Grab des Grafen Hermann II. von Lüchow, der 1273 starb, mit einer Ritzzeichnung, die den Verstorbenen zeigt.
Zur Ausstattung gehört ein silbernvergoldeter Kelch aus dem 18. Jahrhundert mit spätromanischem Fuß, auf dem Medaillons mit Reliefs der vier Evangelisten angebracht sind. Ein weiterer Kelch aus dem 16. Jahrhundert stammt aus dem Kloster Althaldensleben. Ein hölzernes Armreliquiar, eine spätgotische Kaselstickerei von etwa 1500, die später als Antependium verwendet wurde, sowie drei spätgotische Knaggen gehören ebenfalls zu den Kunstschätzen der Kirche. Die Triumphkreuzgruppe stammt vom Ende des 15. Jahrhunderts. Unter der ehemaligen Nonnenempore befindet sich ebenerdig ein Raum, der mit vier gemauerten Pfeilern und einem Kreuzgratgewölbe einer Krypta ähnelt. Die schlichte Kanzel ist neuromanisch. Das neugotische Taufbecken stammt aus dem Jahr 1920 und besteht aus Zink.

### Orgel
Im Zuge der Kirchensanierung Mitte des  19. Jahrhunderts wurde die bisherige Orgel 1865–1867 durch einen Neubau von Carl Böttcher ersetzt. Diese zweimanualige Orgel mit zwanzig Registern hatte eine romantische Stimmung. Die Prospektpfeifen wurden im Zweiten Weltkrieg für Rüstungszwecke beschlagnahmt wurden. Mit den als Ersatz angeschafften Zinkpfeifen erfolgte ein Umbau zum damals modischen barocken Klang. Eine grundlegende Sanierung der Orgel begann Ende 2021. Auch der romantische Klang soll wiederhergestellt werden.

### Glocken
Vom alten vierstimmigen Geläut ist nur die kleinste Bronzeglocke von 1652 erhalten. Die übrigen Glocken fielen der Rüstungsindustrie der beiden Weltkriege zum Opfer. In den 1950er Jahren konnte dank der Spenden der Gemeinde  vier Eisengussglocken angeschafft werden. Nach der Wiedervereinigung spendete der aus Diesburg gebürtige Otto Bose der Kirche vier neue Bronzeglocken.

### Klostergelände und Wirtschaftsbereiche

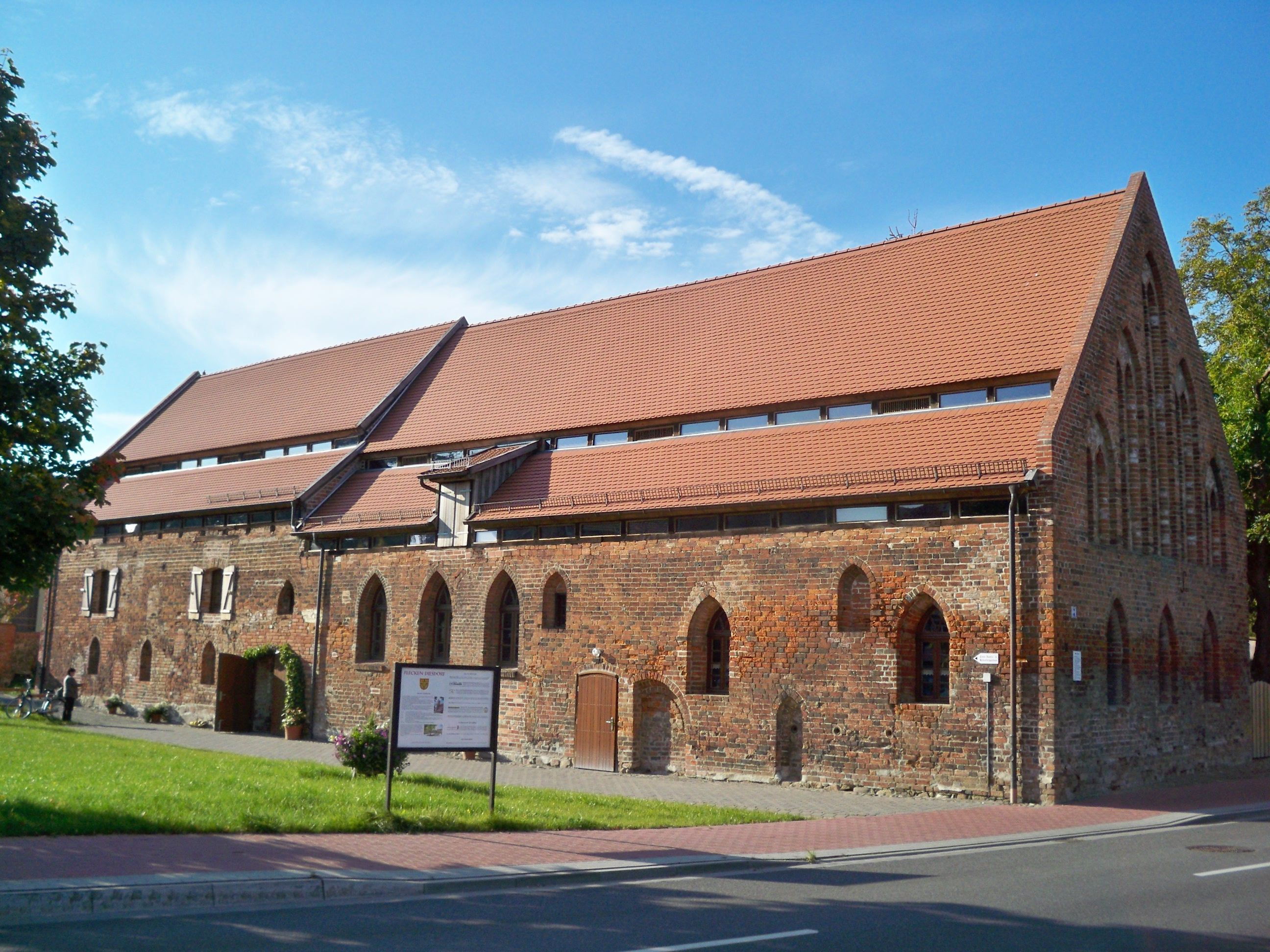
Alte Darre

Westlich der Kirche befindet sich das „Alte Amtshaus“, ein Fachwerkhaus aus der Mitte des 18. Jahrhunderts. Nördlich davon steht ein noch älteres Amtshaus aus dem 14. und 16. Jahrhundert, dessen frühere Funktion im Kloster unklar ist, sowie die „Alte Darre“, die im 14. Jahrhundert errichtet wurde und ehemals als Darre sowie als Brau- und Backhaus diente und heute eine heimatgeschichtliche Ausstellung beherbergt. Diese Häuser sind ebenfalls aus Backsteinen gebaut. Die ostwärts führende alte Landstraße nach Dähre verließ das Klostergelände durch einen Zwinger und eine Toranlage; vom Zwinger sind Reste erhalten. Das Gelände ist von einer weitgehend erhaltenen, einst 1,2 Kilometer langen Klostermauer aus Feld- und Backstein umgeben. Außerhalb der Klostermauern stehen zahlreiche Eichen, die mehrere Jahrhunderte alt sind. Das Gelände liegt etwas nördlich des Diesdorfer Ortszentrums.

## Archivalien
- Historische Überlieferung des Klosters und Amtes Diesdorf im Landesarchiv Sachsen-Anhalt, Abteilung Magdeburg.
- Urkundenüberlieferung des Klosters Diesdorf im Landesarchiv Sachsen-Anhalt, Abteilung Magdeburg
- Digitalisat des Kopiars "Copeiliche Documenta und Urkunden, auch Extrakte aus den alten Distorfischen Klosterregistern" (Signatur: LASA, Cop., Nr. 1558) im Landesarchiv Sachsen-Anhalt, Abteilung Magdeburg.
- Digitalisat des Kopiars "Copiarium miscell. monast. Distorp" (Signatur: LASA, Cop., Nr. 1558a) im Landesarchiv Sachsen-Anhalt, Abteilung Magdeburg.